# Lessive (Belgique)
Pour l’article homonyme, voir Lessive.
Lessive est un village de l'Ardenne belge sis sur la Lesse. Il fait administrativement partie de la commune et ville belge de Rochefort situés en Région wallonne dans la province de Namur. C'était une commune à part entière avant la fusion des communes de 1977.

## Évolution démographique
- Source: DGS, 1831 à 1970=recensements population, 1976= habitants au 31 décembre

## Patrimoine et culture

### Patrimoine architectural
- L'église Sainte-Marguerite.
- La station terrienne de télécommunications spatiales, établie en 1972, attire de nombreux visiteurs.

## Galerie

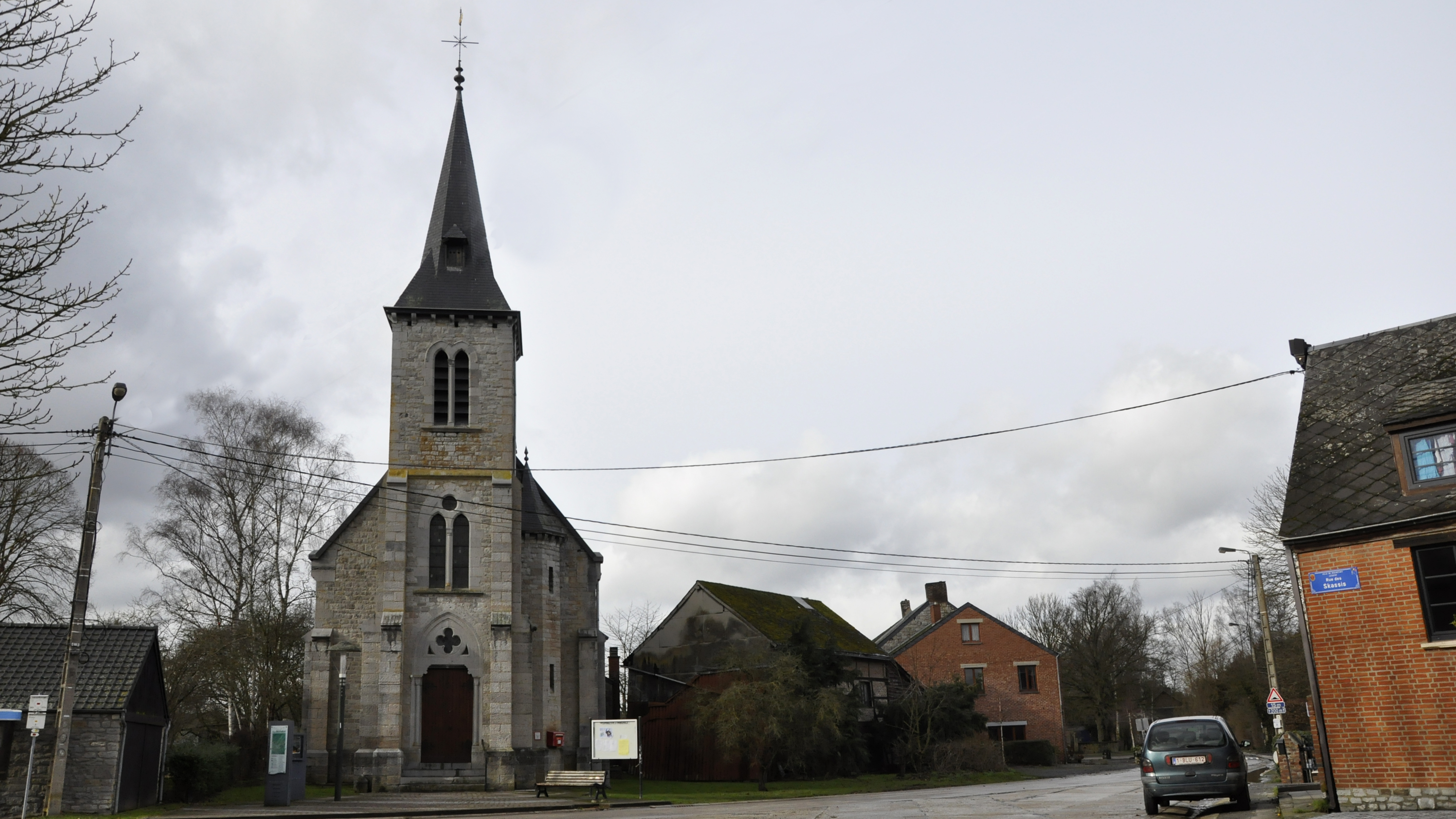
L'église Sainte-Marguerite.
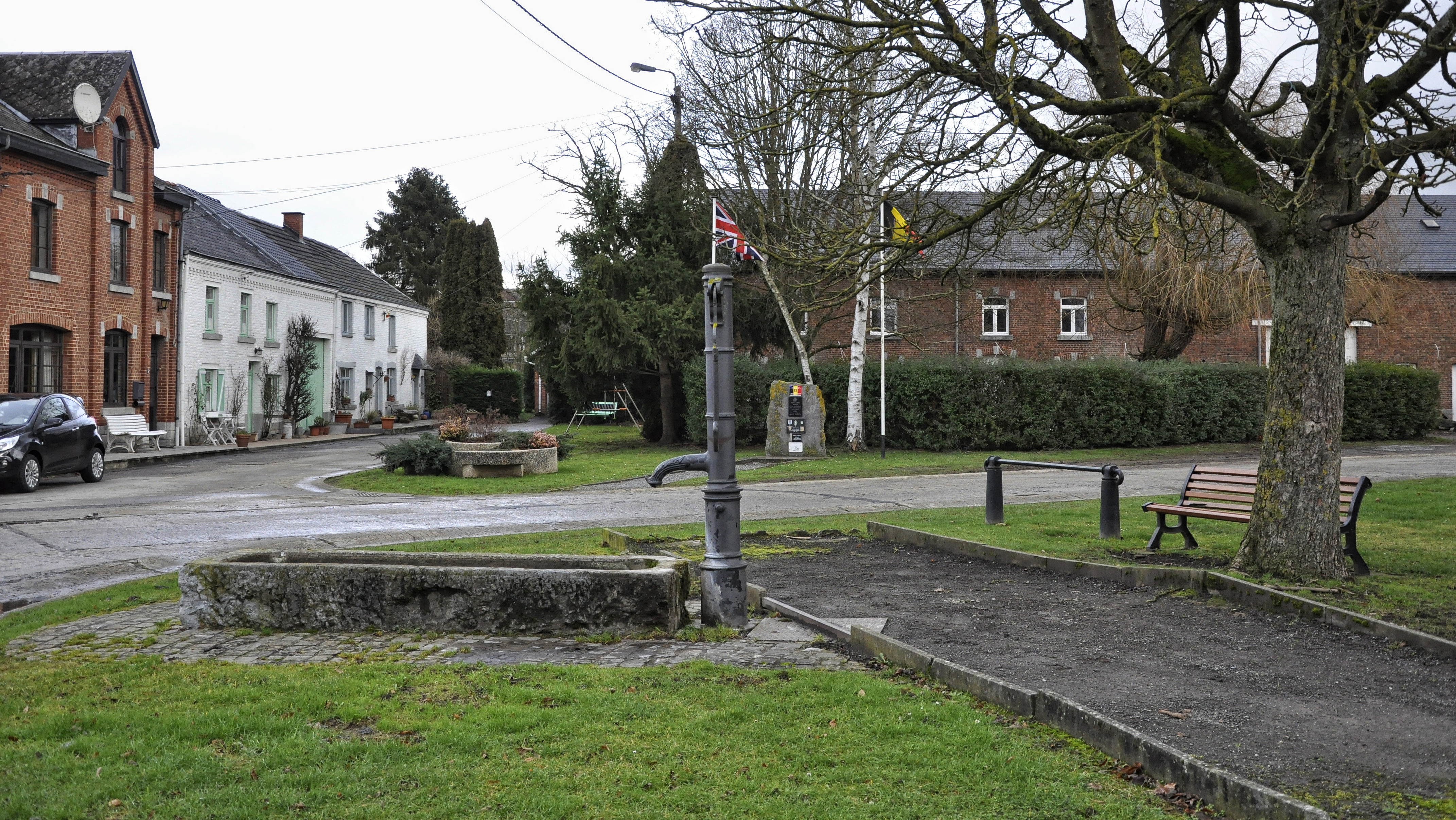
Le centre du village.
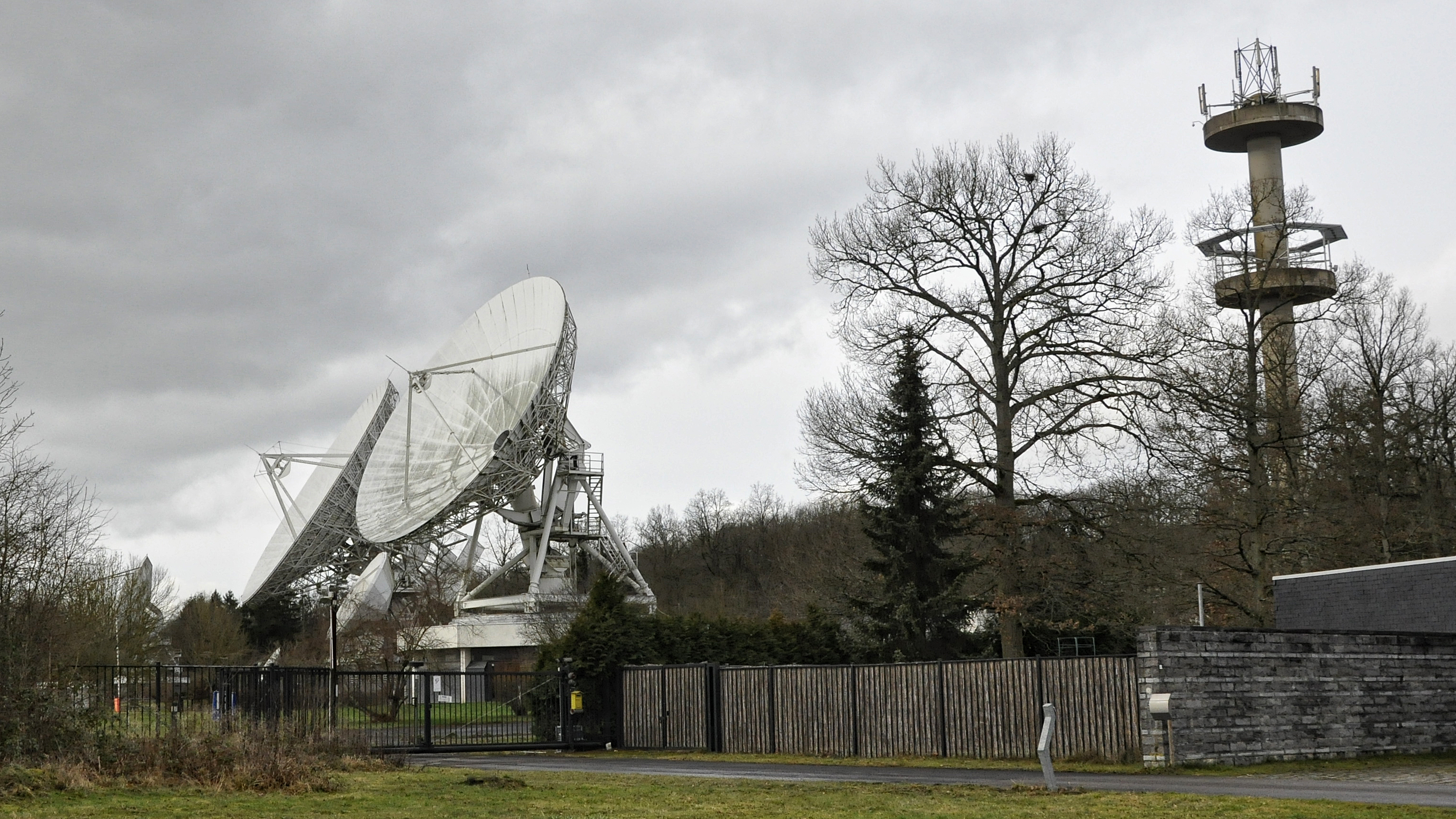
La station terrienne de télécommunications.
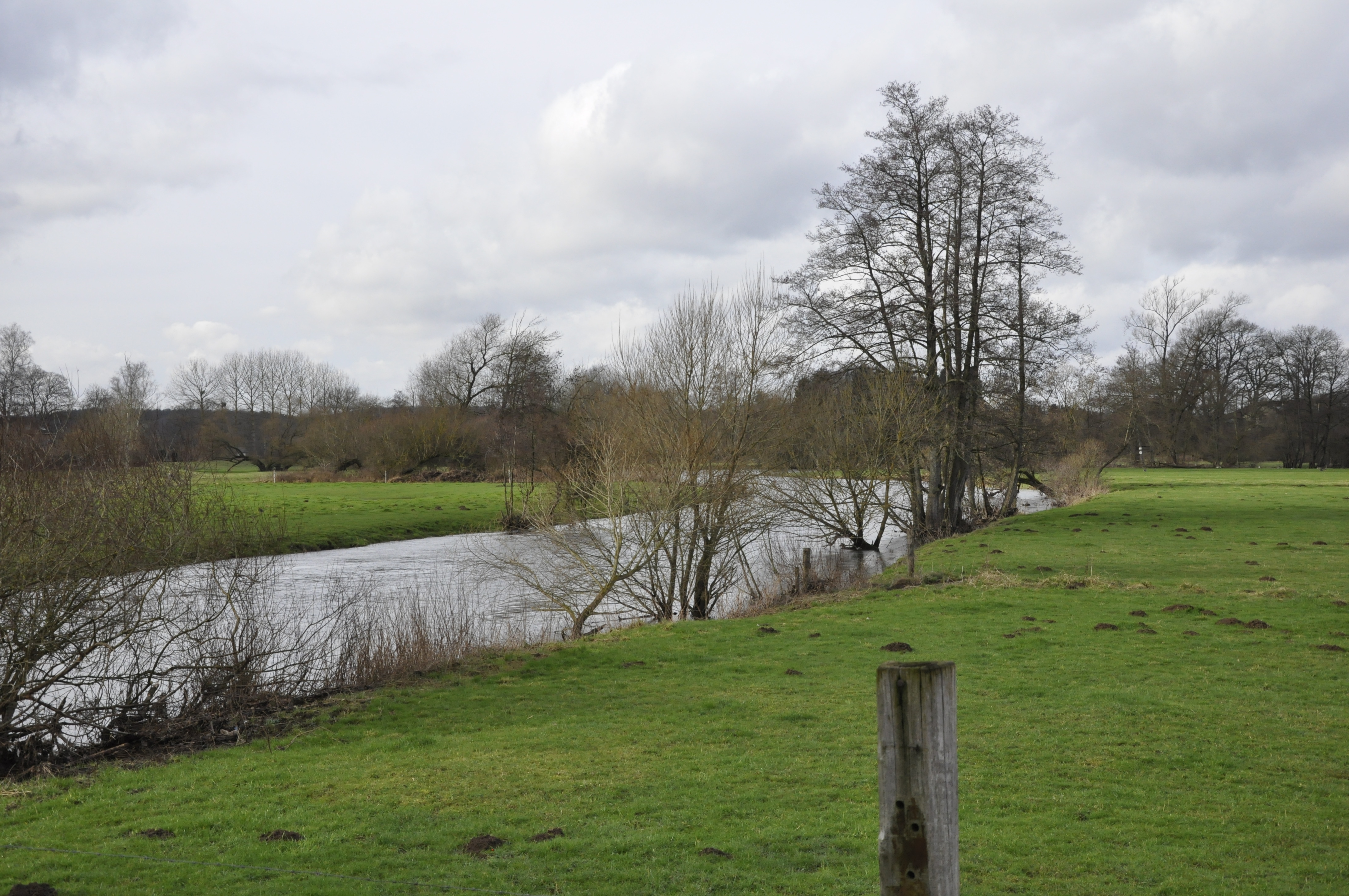
La rivière Lesse en crue.